# Carlos McCullers II
Carlos McCullers II (Harlem, 31 marzo 1996) è un attore statunitense.

## Biografia
Ha iniziato a recitare a dieci anni interpretando vari ruoli in film TV e serie televisive. Dal 2007 interpreta la controparte giovanile di Burton Guster nella serie USA Network Psych; parallelamente a ciò presta la voce anche a numerose pellicole e serie d'animazione, quali Le avventure di Sammy e The Cleveland Show.

## Filmografia

### Film
- The Other Mall - film TV (2006)
- Mamma ho perso il lavoro (2008)
- Il mio amico Ted (Aussie and Ted's Great Adventure) (2009)
- Relative Stranger - film TV (2009)
- Le avventure di Sammy (2010) - voce
- The Ryan and Randi Show - cortometraggio (2010)
- Sammy 2 - La grande fuga (2012) - voce

### Serie televisive
- Invasion - serie TV, 1 episodio (2006)
- The King of Queens - serie TV, 1 episodio (2006)
- Southland - serie TV, 1 episodio (2009)
- Lie to Me - serie TV, 1 episodio (2009)
- Psych - serie TV, 24 episodi (2007-2011)
- The Cleveland Show - serie TV, 2 episodi (2011) - voce
- I Griffin - serie TV, 1 episodio (2012) - voce